# Mir Akbar Khyber
Mir Akbar Khyber (Kabul, 11 gennaio 1925 – Kabul, 17 aprile 1978) è stato un politico afghano.

## Biografia
Nato nel 1925, Khyber si laureò al liceo militare nel 1947. Nel 1950, fu imprigionato per le sue attività rivoluzionarie. In seguito occupò la posizione di Ministro dell'istruzione, fino alla sua espulsione dalla Paktia per aver partecipato attivamente ad una sommossa nel 1965. Dopo essere ritornato a Kabul, divenne direttore del giornale Parcham, Parcham e supervisionò il programma di reclutamento Parchams nell'Esercito Afghano.
Fu assassinato davanti a casa sua il 17 aprile 1978. Il regime di Daoud cercò di far ricadere la colpa della morte di Kyber sui Hezbi Islami di Hekmatyar.